# Совет министров иностранных дел СНГ
Совет министров иностранных дел Содружества Независимых Государств (СМИД СНГ) — основной исполнительный орган СНГ, который на основе решений Совета глав государств, Совета глав правительств Содружества осуществляет координацию внешнеполитической деятельности государств — членов, включая их деятельность в международных организациях, и организует консультации по вопросам мировой политики, представляющим взаимный интерес. Создание данного органа предусмотрено ст. 27 Устава СНГ.
Первое Положение о Совете министров иностранных дел было утверждено Решением Совета глав государств 24 сентября 1993 года в Москве.
Первое заседание Совета состоялось 24 августа 1993 года. Новая редакция Положения о совете была принята 2 апреля 1999 года в Москве. По состоянию на 7 апреля 2012 года, состоялось 52 заседания Совета министров иностранных дел СНГ, на которых принято 836 документов. Очередные заседания Совета проводятся накануне заседаний Совета глав государств и Совета глав правительств Содружества Независимых Государств; возможно проведение и внеочередных заседаний.

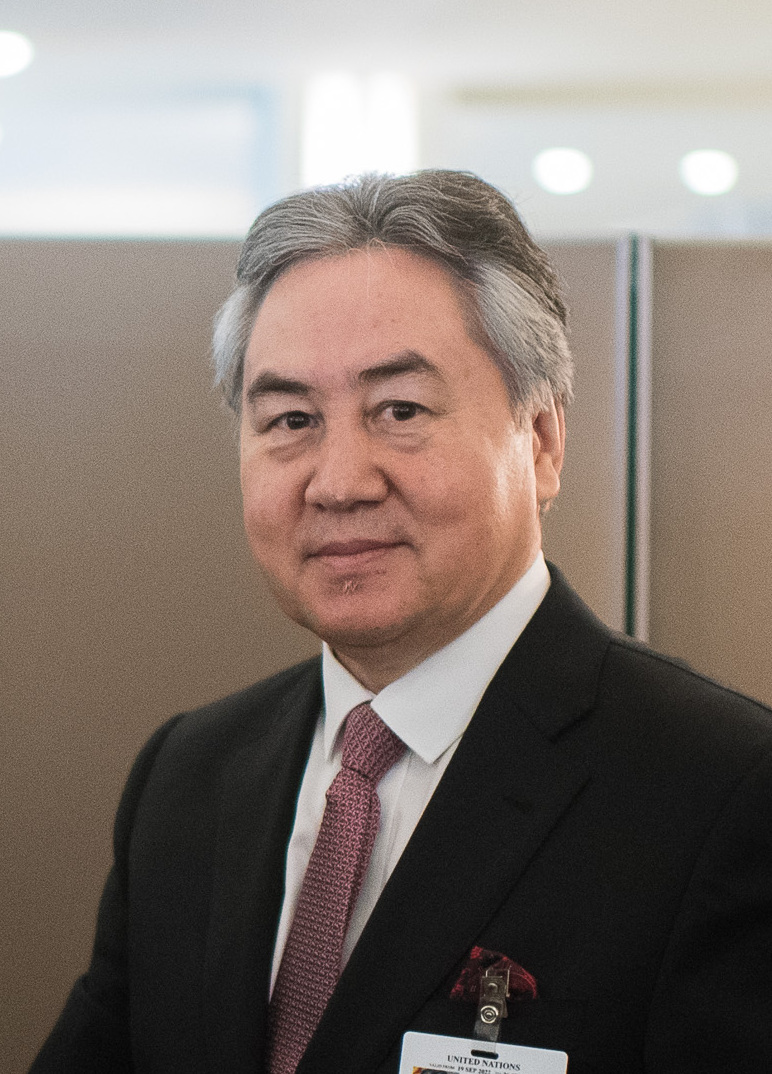
Председатель СМИД Содружества (2023 год), министр иностранных дел Киргизии Жээнбек Кулубаев.

Председательство в Совете министров иностранных дел осуществляется поочередно каждым государством — участником СНГ в лице его представителя на основе ротации в порядке русского алфавита названий государств, на срок не более одного года. 

## Принципы
СМИД в своей деятельности руководствуется целями и принципами Устава Организации Объединенных Наций и Организации по безопасности и сотрудничеству в Европе, основополагающими документами Содружества Независимых Государств, соглашениями, заключенными в рамках Содружества, решениями Совета глав государств и Совета глав правительств, а также Положением о Совете министров иностранных дел Содружества Независимых Государств.

## Задачи
Основными задачами СМИД, согласно положению о нём, являются:
- Организация выполнения решений Совета глав государств и Совета глав правительств Содружества;
- Содействие развитию сотрудничества государств — участников Содружества во внешнеполитической сфере, включая взаимодействие их дипломатических служб;
- Содействие развитию гуманитарного и правового сотрудничества государств — участников Содружества;
- Поиски путей мирного урегулирования споров и конфликтов и создания обстановки мира, согласия и стабильности в Содружестве;
- Содействие укреплению дружбы, добрососедства и взаимовыгодного международного сотрудничества.

## Функции
СМИД осуществляет следующие функции:
- Разрабатывает и вносит предложения и рекомендации для Совета глав государств и Совета глав правительств Содружества;
- Рассматривает ход исполнения решений Совета глав государств и Совета глав правительств Содружества и заключенных в рамках СНГ международных договоров и соглашений;
- Дает своё заключение о проектах повесток дня заседаний Совета глав государств и Совета глав правительств Содружества;
- Проводит консультации в области внешней политики государств — участников Содружества по вопросам, представляющим взаимный интерес;
- Содействует обмену опытом и информацией о внешнеполитических вопросах;
- Рассматривает вопросы организации взаимодействия заинтересованных государств — участников Содружества Независимых Государств в Организации Объединенных Наций и на других международных форумах, включая возможность выдвижения совместных инициатив;
- Осуществляет меры для совершенствования информационного обеспечения внешнеполитической деятельности государств — участников Содружества, для работы с архивами, подготовки и повышения квалификации дипломатических кадров;
- Рассматривает и решает другие вопросы по поручениям Совета глав государств и Совета глав правительств Содружества.

## Состав Совета
| Государство  | Представитель         | Должность                                                           | Полномочия с                             |
| ------------ | --------------------- | ------------------------------------------------------------------- | ---------------------------------------- |
| Азербайджан  | Джейхун Байрамов      | Министр иностранных дел Азербайджана                                | 16 июля 2020                             |
| Армения      | Арарат Мирзоян        | Министр иностранных дел Армении                                     | 19 августа 2021                          |
| Беларусь     | Максим Рыженков       | Министр иностранных дел Республики Беларусь                         | 27 июня 2024                             |
| Казахстан    | Мурат Нуртлеу         | Министр иностранных дел Республики Казахстан                        | 3 апреля 2023                            |
| Кыргызстан   | Жээнбек Кулубаев      | Министр иностранных дел Киргизской Республики                       | 22 апреля 2022                           |
| Молдова      | Михаил Попшой         | Министр иностранных дел и европейской интеграции Республики Молдова | 29 января 2024                           |
| Россия       | Сергей Лавров         | Министр иностранных дел Российской Федерации                        | 9 марта 2004                             |
| Таджикистан  | Сироджиддин Мухриддин | Министр иностранных дел Таджикистана                                | 29 ноября 2013                           |
| Туркменистан | Рашид Мередов         | Министр иностранных дел Туркменистана                               | 7 июля 2001                              |
| Узбекистан   | Бахтиёр Саидов        | Министр иностранных дел Узбекистана                                 | 25 апреля 2023 (и. о. с 30 декабря 2022) |

## Значение
СМИД входит в число высших органов СНГ. Принятие решений Советами глав государств и глав правительств осуществляется на основании рекомендаций СМИД.
СМИД играет важную роль в миротворческой деятельности Содружества. В рамках его деятельности разрабатывались Положение о Коллективных силах по поддержанию мира в Содружестве Независимых Государств и Концепция предотвращения и урегулирования конфликтов на территории государств — участников СНГ и иные документы.